# Atentado terrorista en Hedera (2022)
El 27 de marzo de 2022, dos árabes armados atacaron una parada de autobús en Hadera, Israel, asesinando a dos personas e hiriendo a otras doce.
El ataque se produjo cuando Israel celebraba la Cumbre del Negev, una conferencia entre autoridades israelíes y representantes de Egipto, Baréin, Marruecos y los Emiratos Árabes Unidos (los tres últimos firmantes de los Acuerdos de Abraham) que se reunían en Sde Boker y con Antony Blinken de visita en Israel.

## Ataque
Los terroristas atacaron por la noche una parada de autobús cerca de un grupo de restaurantes. Equipados con rifles de asalto, los terroristas dispararon deliberadamente contra civiles y policías, matando a dos policías de frontera de 19 años. Según el Magen David Adom, diez personas más resultaron heridas, incluidos tres policías. Dos de los heridos sufrieron heridas graves. El ataque terminó después de que la policía neutralizara a los terroristas.

## Perpetradores
Los dos terroristas, Ayman e Ibrahim Ighbariah, publicaron un video de ellos abrazándose frente a una bandera del Estado Islámico antes del ataque. Ibrahim fue encarcelado anteriormente en 2016 por intentar unirse a las fuerzas del Estado Islámico en Siria.

## Secuelas
Tanto Hamás como la Yihad Islámica Palestina elogiaron el ataque, pero no asumieron la responsabilidad.
Los Ministros de Relaciones Exteriores de los cuatro países árabes que asistieron a la Cumbre de Negev condenaron el ataque.
Posteriormente, ese mismo día, a través de la agencia de noticias Amaq, el Estado Islámico de Irak y el Levante se atribuyó la responsabilidad del ataque, por lo que es la primera vez que ISIL se responsabiliza de un ataque desde 2017. Omer Bar-Lev dijo que la policía sería "desplegada en todas las áreas", describiendo la acción como una gran amenaza para la seguridad.